# Ирбитский уезд
Ирби́тский уе́зд — административно-территориальная единица в составе Пермской губернии Российской Империи и Екатеринбургской губернии РСФСР, существовавшая в 1781—1923 годах. Уездный город — Ирбит.

## География
Площадь уезда составляла 10 119 км² (8891 кв. в.), из которых 5939 км² (543 591 десятин) было покрыто лесами. Поверхность уезда в восточной части носит характер равнины, и лишь в западной она холмиста под влиянием большей близости Уральского хребта. Реки относятся к бассейну Тобола: Нейва и Реж образуют при слиянии Ницу, главнейшую реку уезда, принимающую в себя реку Ирбит. Значительных озёр на территории уезда нет.

## История
Уезд образован 27 января 1781 года в составе Екатеринбургской области Пермского наместничества. С 12 декабря 1796 года в составе Пермской губернии. 15 июля 1919 года уезд выделен из состава Пермской губернии во вновь образованную Екатеринбургскую губернию.
3 ноября 1923 года уезд был ликвидирован, его территория вошла в состав Туринского (Ирбитского) округа Уральской области.

## Население и экономика
По данным переписи населения 1897 года население уезда составляло 159 068 чел., в том числе в городе Ирбит — 20 062 чел.
Главным занятием жителей было земледелие. Площадь пахотной земли в уезде составляла более 1967 км² (180 000 дес.), из которых около 1235 км² (113 000 дес.) находилось под посевами. Из хлебов сеялись, главным образом, рожь — около 448 км² (41 000 дес.), овёс — 382 км² (35 000 дес.), пшеница — около 219 км² (20 000 дес.) и ячмень — 116 км² (10 600 дес.); кроме того, сеяли лён, коноплю, горох и немного картофеля и полбы.
Из промыслов видное место занимал извоз; немного жителей уходило на отхожие промыслы: работы на горных заводах, рыболовство на реках Оби и Иртыше. Фабрик и заводов в уезде (вместе с городом) было 135: кожевенные, овчинные, свечные, мыловаренные, винокуренные, водочные, пивоваренные, маслобойные, канатопрядильные, мукомольные, круподерные, железоделательный и литейный, вагранки, колокольный, дроболитейные, гончарные, кирпичные, спичечные — с общей суммой производства приблизительно на 1 200 000 рублей, не считая значительного числа кузниц, слесарных и т. п.

## Административное деление
В 1913 году в состав уезда входило 34 волостей:
| - Антоновская, - Баженовская, - Байкаловская — с. Байкаловское, - Бобровская, - Больше-Трифановская, - Белослудская, - Верх-Ницинская, - Волковская, - Голубковская, - Зайковская, - Знаменская, - Иленская, | - Иленско-Вогульская — с. Иленские Юрты, - Ирбитско-Заводская — с. Ирбитский завод, - Киргинская, - Ключевская, - Костинская, - Краснослободская — с. Краснослободское, - Липинская, - Невьянская, - Нижне-Иленская, - Ницинская, - Осинцевская, - Писанская, | - Покровская, - Скородумская, - Стриганская, - Фоминская, - Харловская, - Чубаровская, - Чурманская, - Шмаковская, - Шогринская, - Ярославская. |

## Местное самоуправление
Доходы земства Ирбитского уезда составляли около 180 000 руб., причём главным их источником (около 140 000 р.) являлся сбор с недвижимых имуществ. Расходы земства — около 175 000 руб., в том числе на народное здравие около 25 000 р. и на народное образование около 40 000 р. В уезде было 3 больницы, 4 врача, 13 фельдшеров и 1 фельдшерица.

## Известные уроженцы
- В 1791—1797 гг уездным врачом в Ирбите работал знаменитый врач и филантроп Фёдор Христофорович Граль. Затем он был переведён в Пермь и назначен губернским врачом[3].
- Чащин, Сергей Фёдорович